# Gießen (Kressbronn)
Gießen ist ein Weiler der Gemeinde Kressbronn am Bodensee im baden-württembergischen Bodenseekreis in Deutschland.

## Lage
Der Weiler Gießen liegt rund dreieinhalb Kilometer nördlich der Kressbronner Ortsmitte, zwischen den anderen Ortsteilen Betznau, Heiligenhof und Gießenbrücke sowie dem zu Tettnang gehörenden Apflau.

## Verkehr
Gießen ist über die Kreisstraße 7707 mit Heiligenhof und Betznau sowie über die K 7709 mit Gießenbrücke und Apflau verbunden.

### Wanderwege
Durch Gießen verlaufen mehrere ausgeschilderte Wanderwege, unter anderem der östliche, von Brochenzell über Tettnang herführende Zweig des Oberschwäbischen Jakobwegs, dessen Ziel die St. Jakobus-Kapelle im bayerischen Nonnenhorn ist.

## Sehenswürdigkeiten

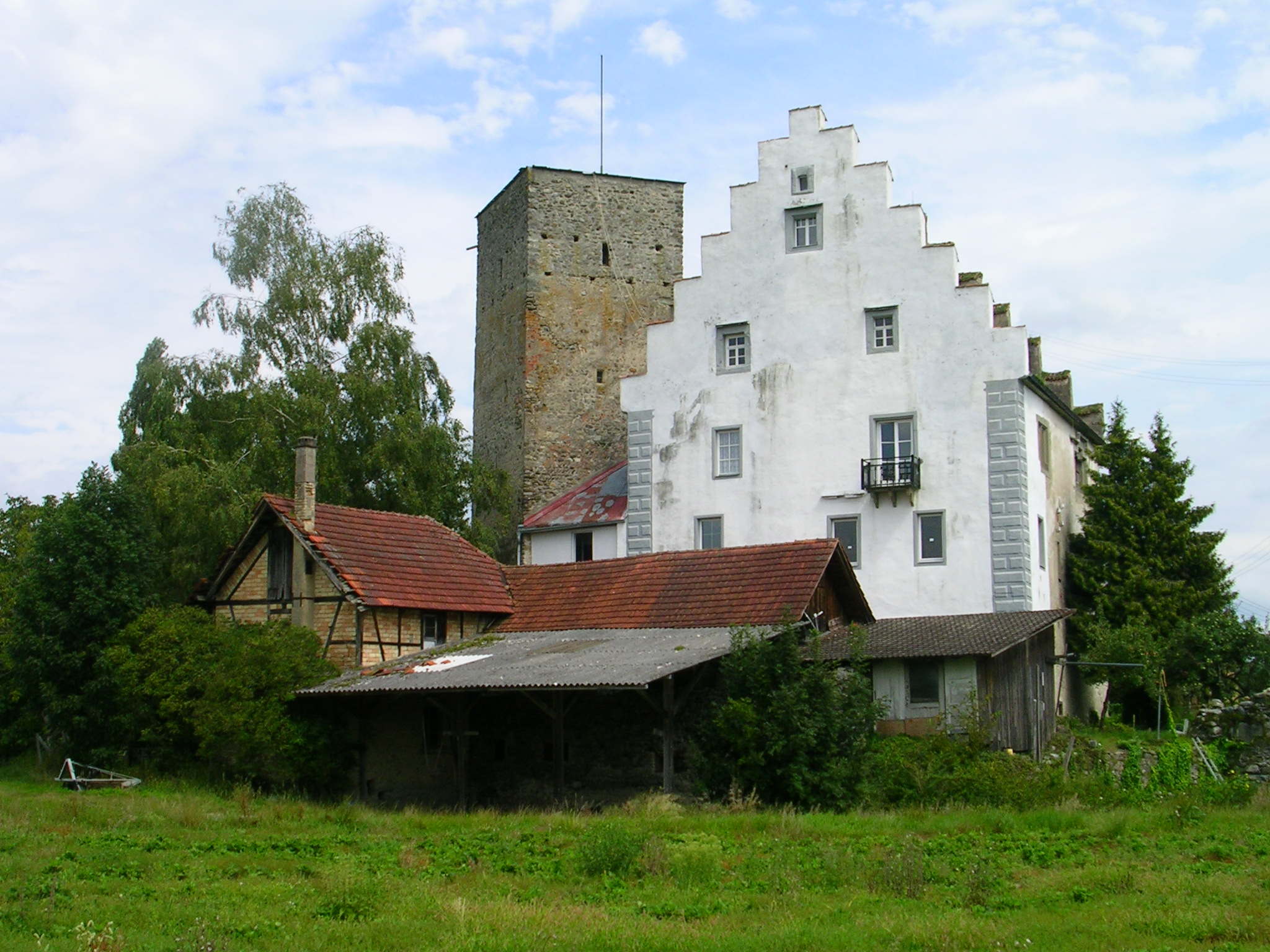
Burg Gießen

### Burg Gießen
Die als Turmhügelburg erbaute Burg Gießen war im Mittelalter ein wehrhaftes Wasserschloss, dessen Graben durch einen Kanal von Laimnau her ständig mit Wasser der Argen versorgt wurde. Die gut erhaltene Burganlage ist in Privatbesitz und kann deshalb nicht besichtigt werden. Sie erhielt ihre heutige Gestalt im Jahr 1482. Der Torturm, der heutige Zugang zum Hof, stammt aus dem späten 16. Jahrhundert. Er besitzt fünf Turmstuben sowie eine Turmterrasse.
- Siehe auch → Liste der Kulturdenkmale in Kressbronn am Bodensee

### Naturdenkmal
An der Straße zum Heiligenhof ist seit 1992 eine Obstbaumreihe mit neun Birnbäumen und einem Nussbaum als Naturdenkmal (Einzelgebilde, Nr. END 84350290007) ausgewiesen.

## Persönlichkeiten
Franz Innozenz Nachbaur wurde am 25. März 1830 als Sohn des Bauern Fidel Nachbaur und dessen Frau Genoveva, geb. Götz, auf der Burg Gießen geboren. Den Namen Franz hat er sich erst später zugelegt. Nachbaur wurde ein bekannter Tenorsänger – sämtlichen Wagner-Opern hat er seine Stimme geliehen.